# Pogosto zastavljena vprašanja
FAQ (polni angleški naziv Frequently Asked Questions; slovensko pogosto zastavljena vprašanja) je datoteka ali spletna stran s spiskom vprašanj, ki se redno pojavljajo ob uporabi neke aplikacije ali storitve, npr. v skupini novic na Usenetu ali raznih spletnih forumih. Pogosto zastavljena vprašanja so koristna zadeva, ki preprečuje ponavljanje istih začetniških vprašanj. Izraz FAQ sicer izvira iz Useneta, a se danes uporablja tudi na drugih področjih.